# Joh. Loetz Witwe
Joh. Loetz Witwe fue una fábrica de vidrios creada en 1850. Su fundador, Johann Loetz Witwe (también conocido como Joh. Loetz Witwe y Joh. Lötz Witwe ), era un fabricante de vidrio artístico que se estableció en Klostermühle (Klášterský Mlýn, ahora parte de Rejštejn) en el suroeste de Bohemia, Austria-Hungría y luego Checoslovaquia. Sus piezas se encuentran entre los ejemplos más destacados del Art Nouveau.

## Historia

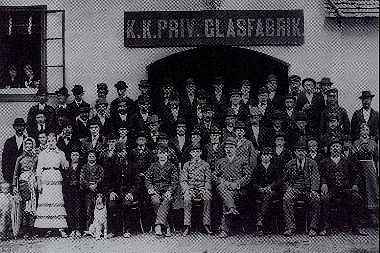
Equipo laboral de Joh. Loetz Witwe

En 1850 fue comprada por Susanne Bauer, viuda de Johann Lötz (1778-1844), fundador de la empresa, cortador de vidrio y propietario de fábricas de vidrio en Deffernik (Debrník, ahora parte de Železná Ruda), Hurkenthal (Hůrka, ahora parte de Prášily), Annatal (Annín, ahora parte de Dlouhá Ves) y Vogelsang (Podlesí, ahora parte de Kašperské Hory).

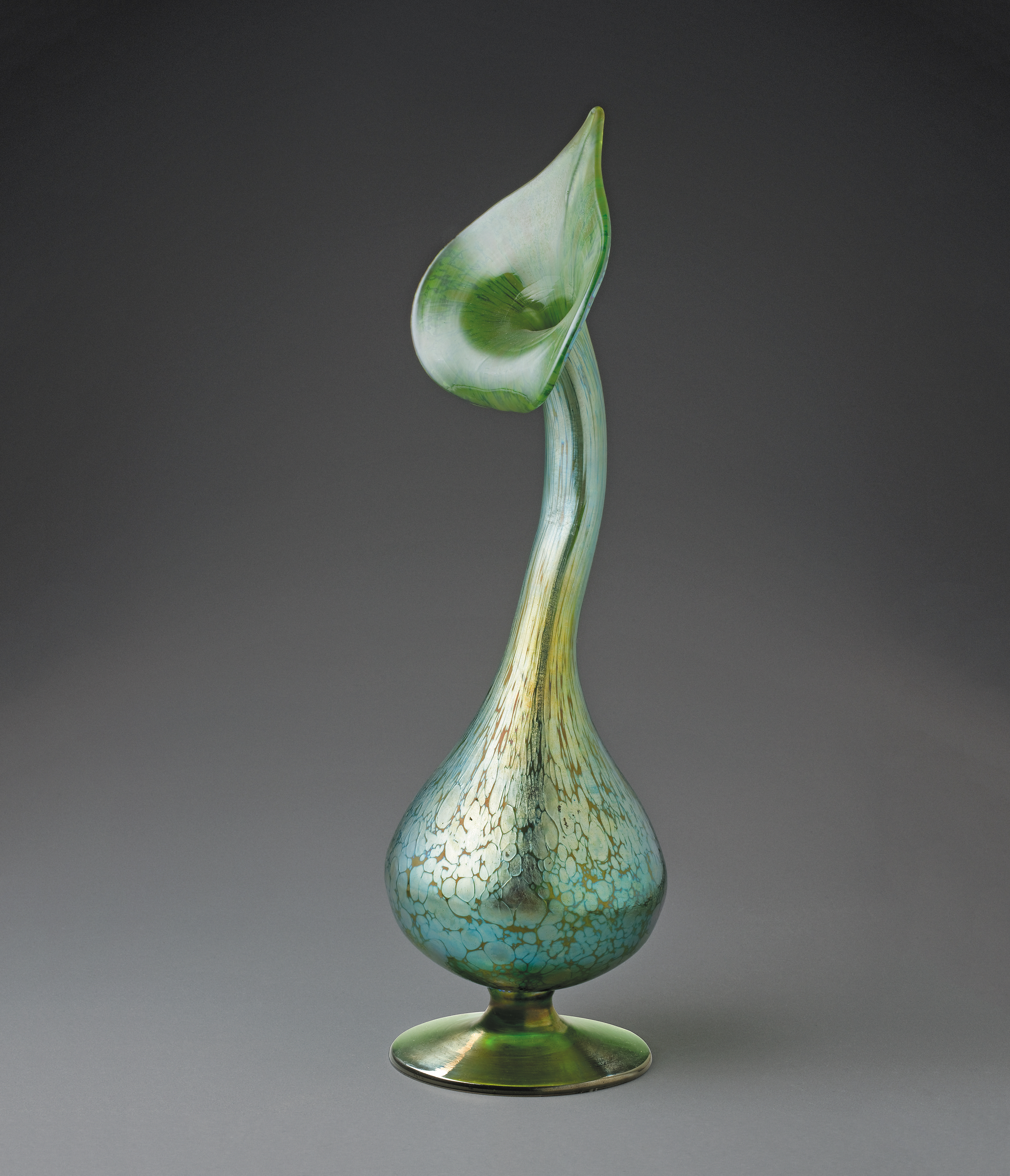
Johann Lötz – Witwe, Klášterský Mlýn (Klostermühle), Jarrón con forma de planta, ca. 1898, Museo de Artes Decorativas de Praga

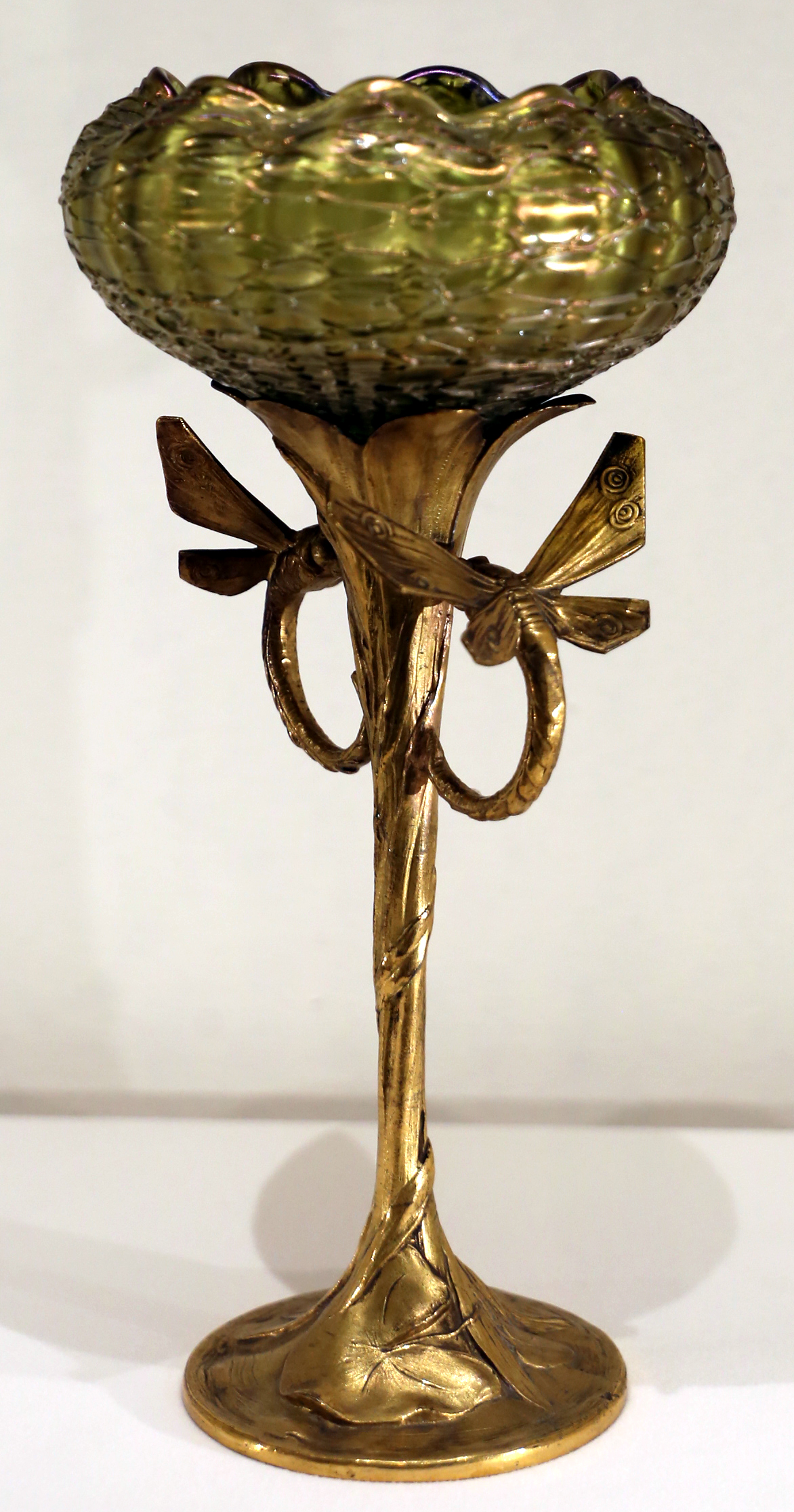
Cristalería Johann Lötz Witwe, juego de 2 vasos, ca. 1900.

En 1879, Max Ritter von Spaun, nieto de Johann Lötz y Susanne Bauer, tomó el control de la fábrica de su abuela y continuó administrándola bajo el antiguo nombre de la empresa, "Joh. Lötz Witwe". La fábrica ya contaba con un importante taller de pulido. Fue allí donde se fabricaban cristales de corte profundo y vidrio  recubierto esmaltado. La empresa comenzó a producir vidrio coloreado en la década de 1860.
El vidrio de Lötz siempre se distinguió por su pureza y colores intensos, y al principio fue adquirido como vidrio en bruto por refinerías del norte de Bohemia, que lo refinaban mediante pintura y pulido. Posteriormente, debido al gran reconocimiento del vidrio, la empresa comenzó a producir artículos de lujo exclusivos. Fue la primera en fabricar el llamado vidrio barroco en Austria, que consistía en objetos con decoraciones aplicadas en vidrio. Se establecieron almacenes de muestras en Viena, Berlín, Hamburgo, París, Londres, Bruselas, Milán y Madrid, lo que pronto le dio a sus productos una gran fama mundial.
El vidrio imitaba con gran habilidad materiales de todo tipo, tales como ónix, jaspe, cornalina, malaquita, lapislázuli, vidrio con incrustaciones, etc. El vidrio de lujo que producía la fábrica recibía las distiniciones más importantes. En la exposición del aniversario de 1888 se presentó el Jarrón Kaiser Franz Josefs, diseñado por Hofrat Storck y producido por la empresa Lötz en ónix gris. Era el jarrón de vidrio soplado más grande jamás fabricado hasta entonces. Los productos exclusivos de la empresa también se presentaban en numerosas exposiciones mundiales y recibieron los más importantes premios, incluido el Gran Premio de París de 1889, el Prix de Progrès de 1888 y el Diploma Honorífico de Bruselas, así como los diplomas honoríficos de Viena, Múnich, Amberes, Chicago y San Francisco.
Max Ritter von Spaun había recibido varios premios por sus servicios a la industria del vidrio. En 1883 se le concedió la  distinción de la Autorización Real que se le permitía la utilización del águila imperial en el escudo y el sello.  También en 1889 recibió la concesión de la Cruz de Caballero de la Orden de Franz Josef; la Orden Belga de Leopoldo ; y la Orden de la Legión de Honor Francesa.
Eduard Prochaska, que había estado en la empresa desde 1880, fue su director. Los hijos y nietos de los trabajadores en la fábrica de Joh. Lötz constituían el núcleo laboral de la fábrica, un testimonio del buen entendimiento que existía entre el empleador y su personal.
Al igual que las gafas de Louis Comfort Tiffany, Loetz fue capaz de producir gafas de colores con un alto nivel de iridiscencia metálica. La empresa tenía contactos con otros fabricantes como J. & L. Lobmeyr y E. Bakalowits Söhne en Viena y con las fábricas de Argentor. Entre los artistas conocidos con los que trabajó se encuentran Josef Hoffmann, Koloman Moser y los Wiener Werkstätte. El auge de la cooperación se produjo después de 1900. La empresa estuvo representada y ganó premios en la Exposición Mundial de París y en las de Chicago y San Luis.
El estallido de la Primera Guerra Mundial y el colapso de la monarquía trajeron tiempos difíciles para la empresa. La Segunda Guerra Mundial y la expulsión de la población de habla alemana de Checoslovaquia, y con ello la mayoría de los trabajadores, supusieron el cierre total de la empresa.